# Toninia
Toninia — рід грибів родини Ramalinaceae. Назва вперше опублікована 1852 року.

## Галерея

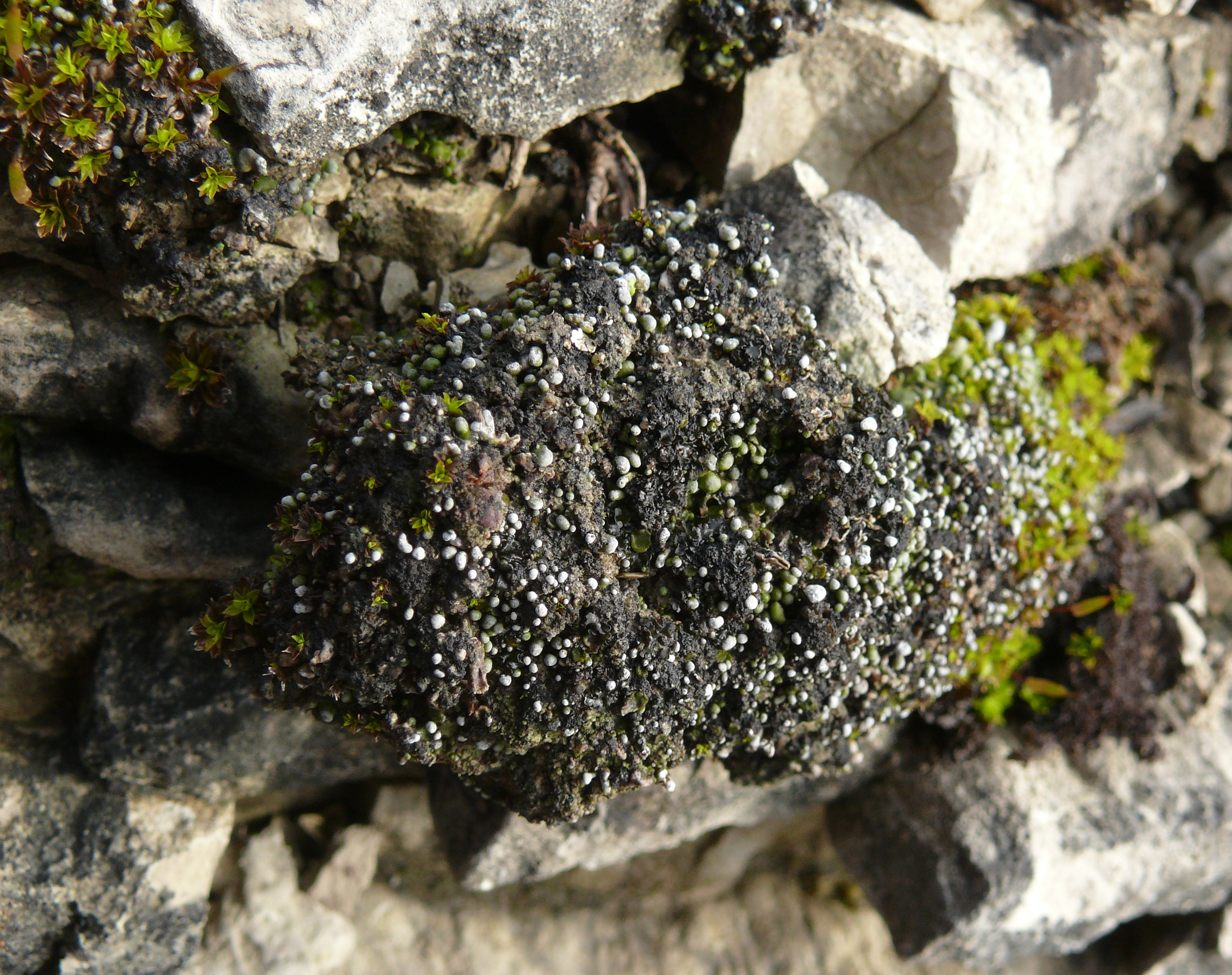
Toninia sedifolia
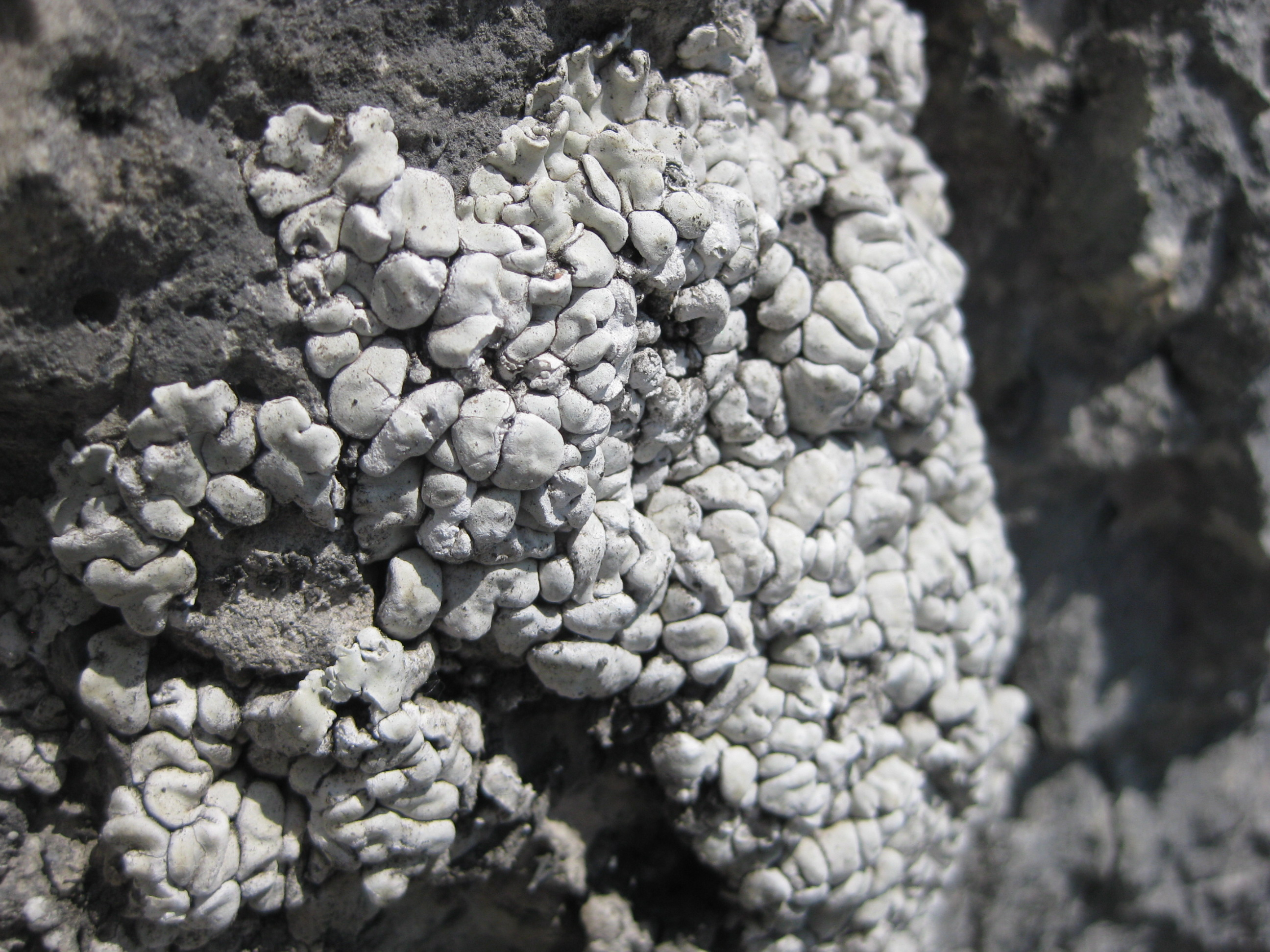
Toninia candida